# Scipione Picchi
Scipione Picchi (fl. XX secolo) è stato un dirigente sportivo italiano, presidente della ACF Fiorentina dal 1942 al 1945.

## Biografia
Fin dalla fondazione dell'Associazione Calcio Fiorentina nel 1926, Picchi assunse la carica di vicepresidente. Nel 1942 poi il marchese Luigi Ridolfi, presidente dei Viola, lasciò la presidenza della Fiorentina a Picchi, perché chiamato a dirigere la Federazione Italiana Giuoco Calcio al posto di Giorgio Vaccaro. Fu in carica in questo periodo fino al termine della seconda guerra mondiale nel 1945, cedendo il timone della società ad Arrigo Paganelli.
Il figlio Sandro risulta uno dei più importanti storici calcistici in riferimento alla storia della Fiorentina.